# Dominika Peczynski
Dominika Peczynski (ur. 20 września 1970 w Warszawie) – szwedzka piosenkarka i fotomodelka pochodząca z Polski .

## Życiorys
Pochodzi z rodziny emigrantów, którzy wyemigrowali do Szwecji w 1977.
Karierę rozpoczęła pozując topless w Los Angeles. W 1998 pozowała do szwedzkiego „Playboya”.
W latach 1992–2009 była wokalistką zespołu Army of Lovers. W latach 2005–2006 była wokalistką zespołu Nouveau Riche.
Wiosną 2017 brała udział w dwunastej edycji programu TV4 Let’s Dance. Jej partnerem tanecznym był Martin Drakenberg, z którym odpadła w czwartym odcinku, zajmując 8. miejsce.

## Dyskografia

### Z Army of Lovers
- The Gods of Earth and Heaven (1993)
- Glory, Glamour and Gold (1994)
- Les Greatest Hits (1995)
- Master Series 88–96 (1997)
- Le Grand Docu-Soap (2001)[3]
- 14 Klassiker (2003)

### Z Nouveau Riche
- Oh Lord (2005)
- Hardcore Life (2006)

## Książki
- "Östeuropas kulinariska hemligheter"[4]
- "Njutning till varje pris"[5]

## Filmografia
- 2008: Requiem for a Chessplayer – obsada aktorska[6]

## Programy telewizyjne
- 2007: FörKväll
- 2008: Nyhetsmorgon – obsada aktorska